# 3933 Portugal
För andra betydelser, se Portugal (olika betydelser).
3933 Portugal eller 1986 EN4 är en asteroid i huvudbältet som upptäcktes den 12 mars 1986 av den danske astronomen Richard West vid La Silla-observatoriet. Den är uppkallad efter det europeiska landet Portugal.
Asteroiden har en diameter på ungefär 14 kilometer och den tillhör asteroidgruppen Themis.